# Église Sainte-Marie-Madeleine de Maignelay
L'église Sainte-Marie-Madeleine est une église catholique située à Maignelay-Montigny, en France. Elle est affiliée à la paroisse Saint-Martin du Plateau Picard.

## Localisation
L'église est située dans le département français de l'Oise, sur la commune de Maignelay-Montigny, en centre-ville.

## Historique
L'église a été construite par Louis d'Halluin, seigneur de la ville entre 1498 et 1516. Le bâtiment a été consacré en 1516.
L'édifice est classé au titre des monuments historiques en 1862.

## Description

### Extérieur
L'entrée se fait par un porche monumental à trois arcades édifié en l'honneur de Louis d'Halluin, maître des cérémonies du roi de France pendant les guerres d'Italie, puis de ses successeurs élevés à la dignité ducale. Le clocher date de 1861. 

### Intérieur
Les voûtes du chœur sont de sculpture flamboyante. On trouve deux chapelles superposées situées sur la gauche du chœur et un retable en bois doré datant de la fin du XVe siècle ou du début du XVIe siècle qui n'a pas résisté aux actes de vandalisme du 27 décembre 1973.

## Mobilier
Parmi le mobilier de l'église, seize éléments et tous les bancs sont classés monuments historiques au titre objet ou au titre immeuble avec l'église :
- L'ensemble de 70 bancs de fidèles, datant de la seconde moitié du XVIIe siècle[3] ;
- Une statue du « Christ jardinier », datant du XVIe siècle[4] ;
- Une statue, représentant l'Ange de l'Annonciation, datant du XVe siècle[5] ;
- Un ensemble de deux statues, représentant deux anges portant les instruments de la passion, datant du dernier quart du XVe siècle[6] ;
- Les fonts baptismaux (cuve baptismale à infusion), datant du XIIIe siècle[7] ;
- La piscine baptismale, datant du XVIe siècle[8] ;
- Le lavabo en niche (lavabo à crédence), datant du XVIe siècle[9] ;
- Une armoire eucharistique, datant du XVIe siècle[10] ;
- Un ensemble de trois verrières (baies no 0, 3 et 4), ayant comme motifs des anges et un pélican, datant du premier quart du XVIe siècle[11].
- Le retable de la Passion, datant du premier quart du XVIe siècle[12] ;
- Un ensemble de deux vantaux, datant de la première moitié du XVIe siècle[13] ;
- Une dalle funéraire à effigie gravée de Pierre Tristan et de Jeanne Caron, datant du second quart du XVIe siècle[14] ;
- Un monument funéraire, datant du XVIe siècle[15] ;
- Une cloche, datant du XVIe siècle[16].

## Galerie

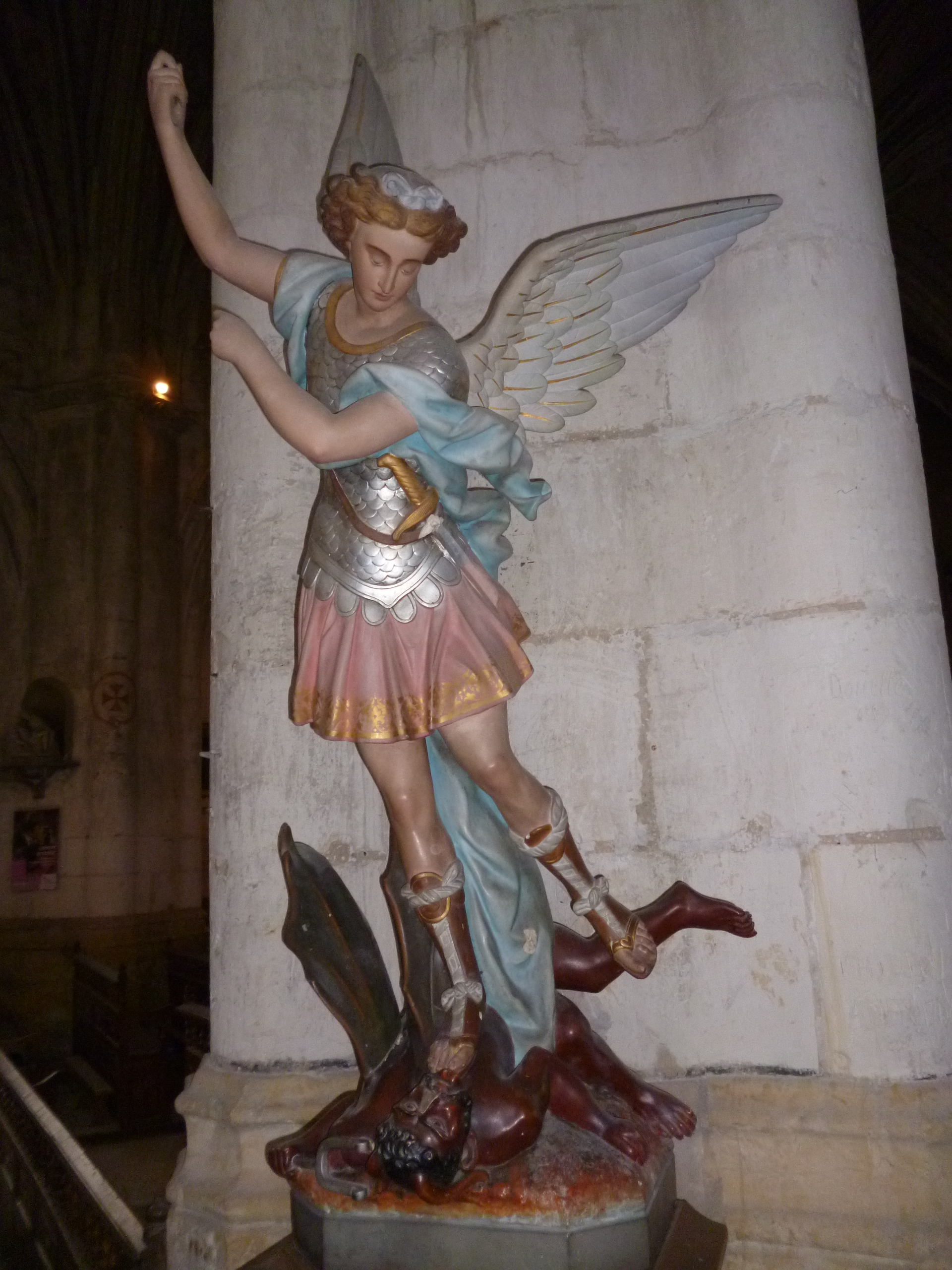
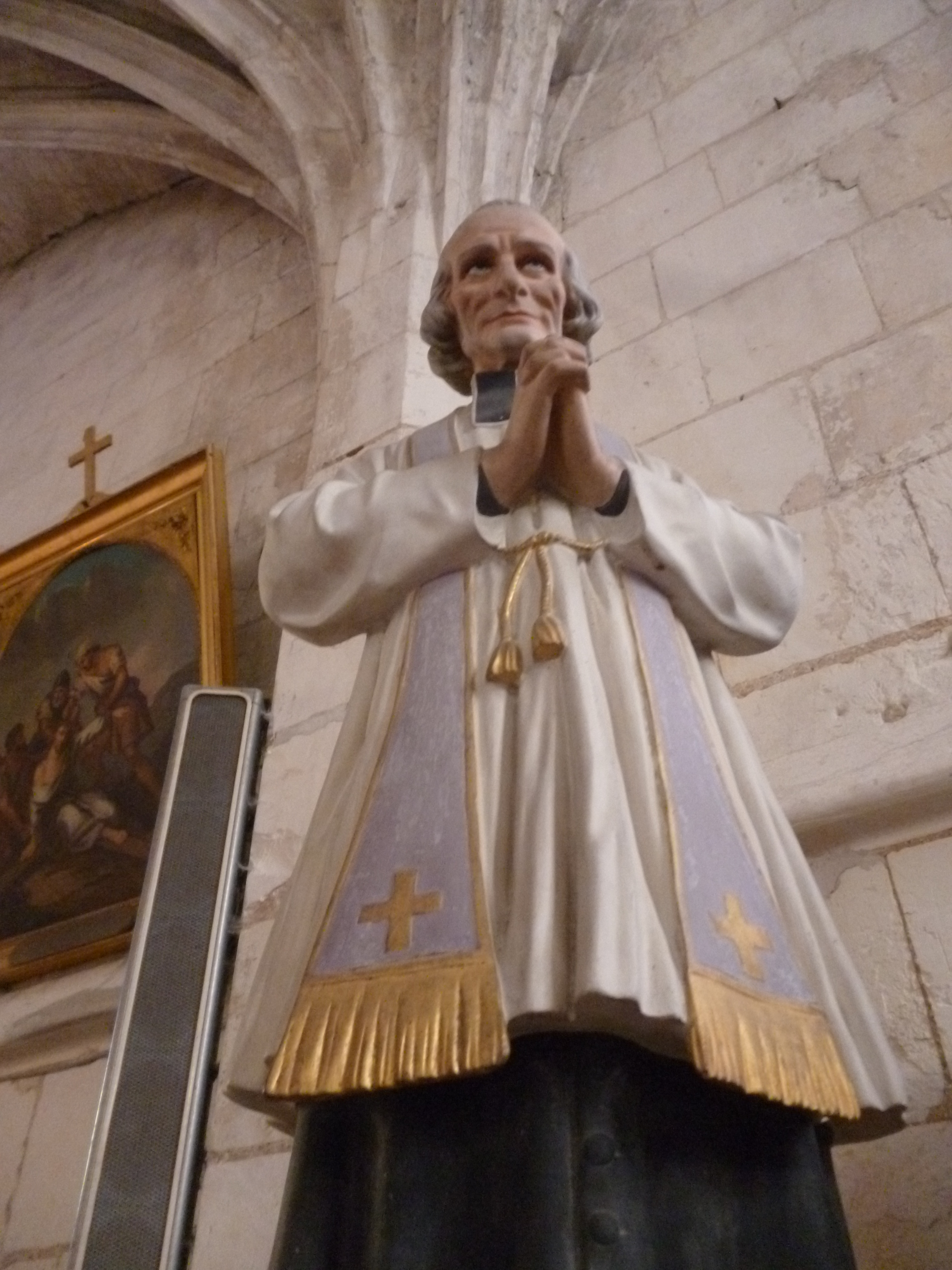
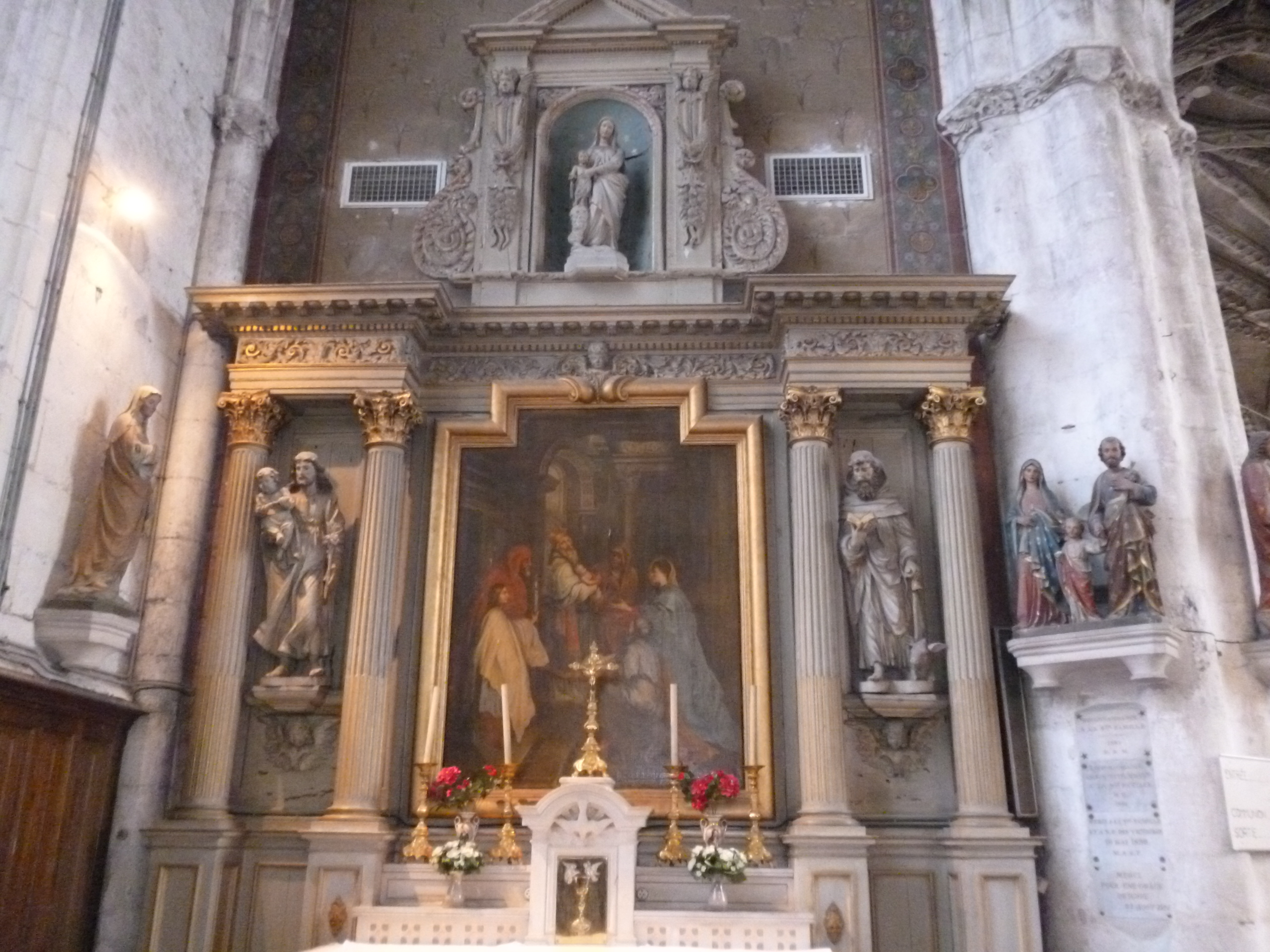
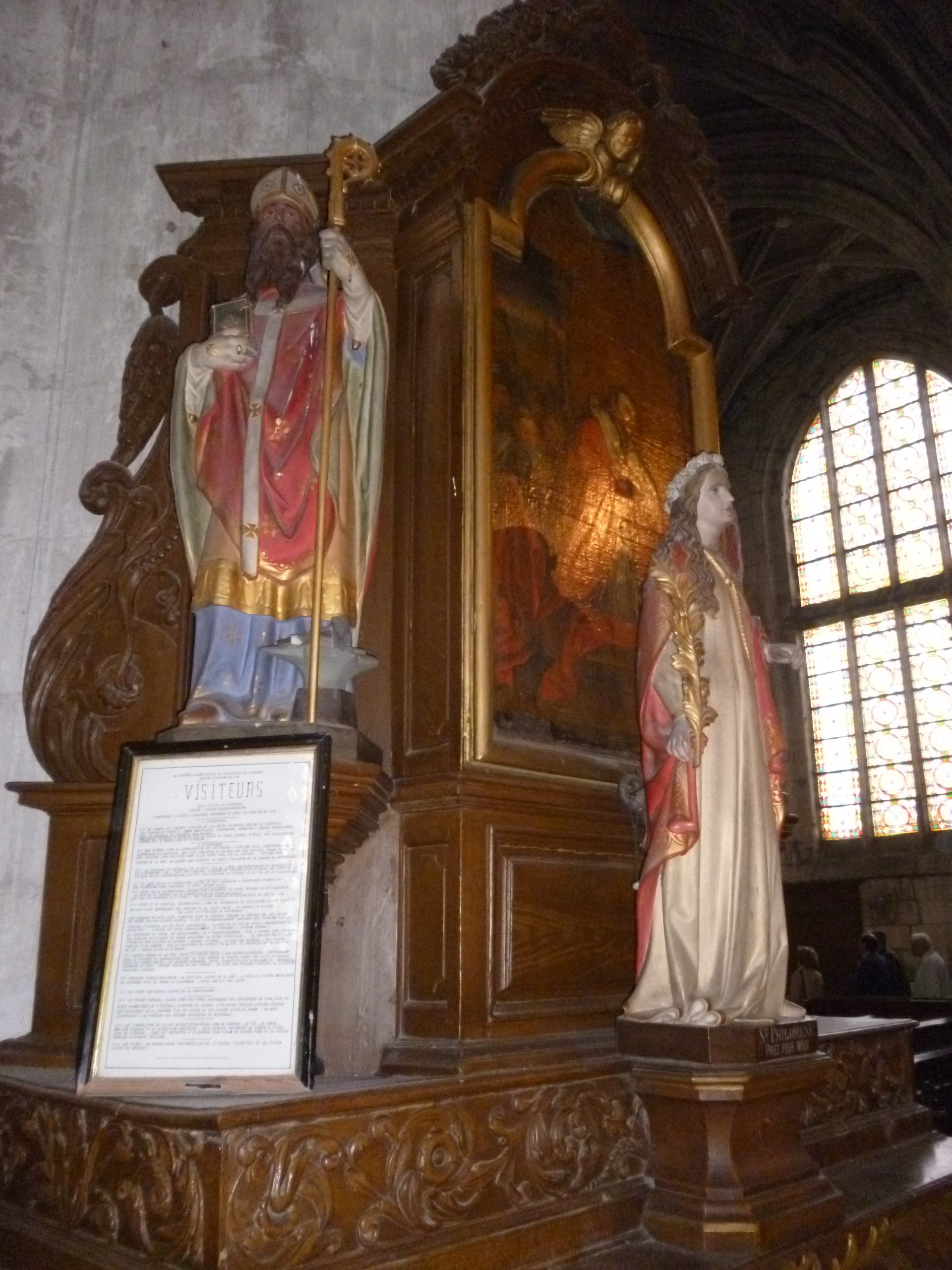
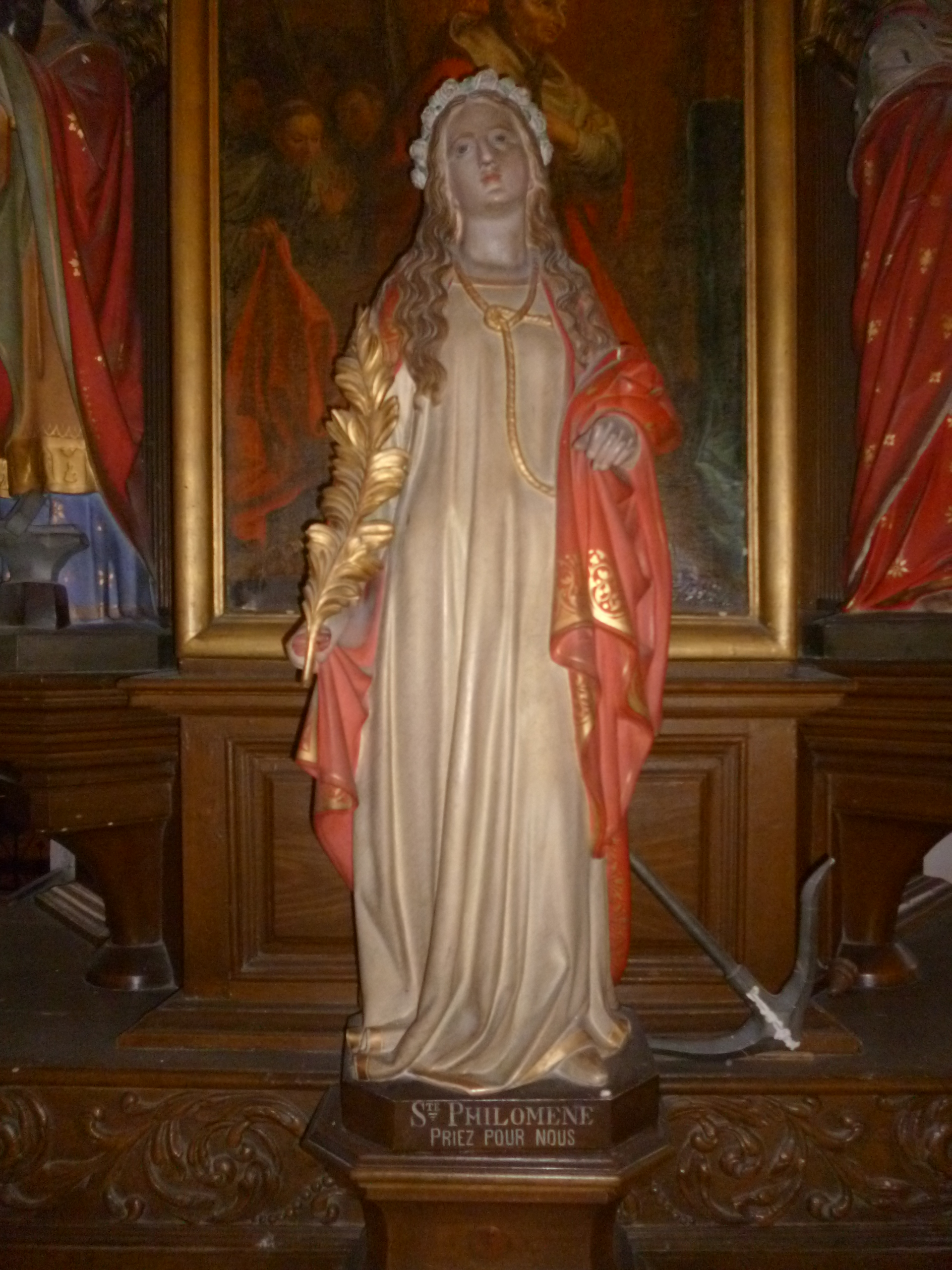
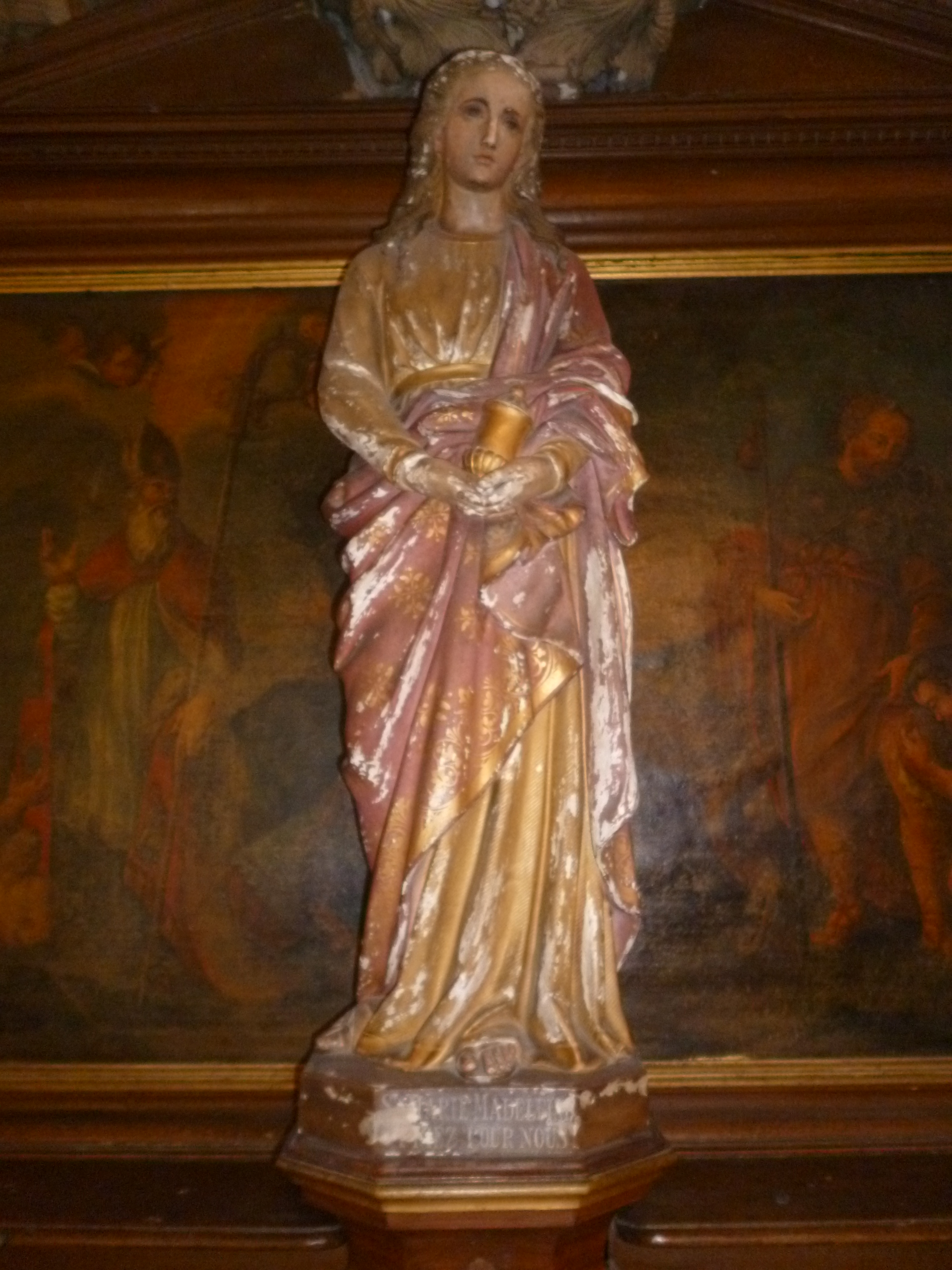